# Cumiana
Cumiana is een gemeente in de Italiaanse provincie Turijn (regio Piëmont) en telt 7327 inwoners (31-12-2004). De oppervlakte bedraagt 60,8 km², de bevolkingsdichtheid is 121 inwoners per km².

## Demografie
Cumiana telt ongeveer 3142 huishoudens. Het aantal inwoners steeg in de periode 1991-2001 met 10,7% volgens cijfers uit de tienjaarlijkse volkstellingen van ISTAT.
| Jaar | Inwoneraantal |
| ---- | ------------- |
| 1991 | 6182          |
| 2001 | 6846          |

## Geografie
Cumiana grenst aan de volgende gemeenten: Giaveno, Trana, Piossasco, Pinasca, Volvera, Pinerolo, Frossasco, Cantalupa, Airasca en Piscina.

## Geboren
- Francesco Camusso (1908-1995), wielrenner

## Galerij

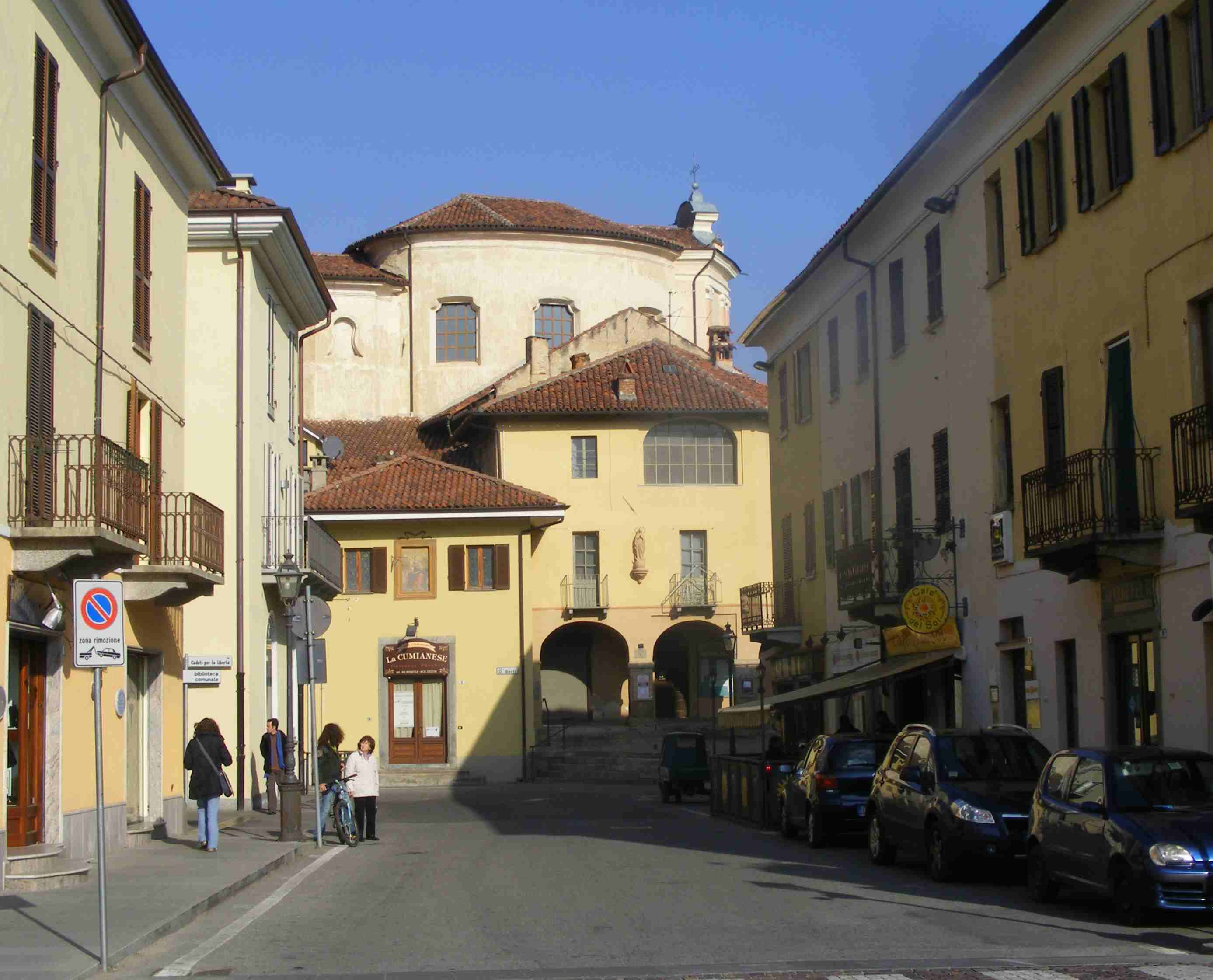
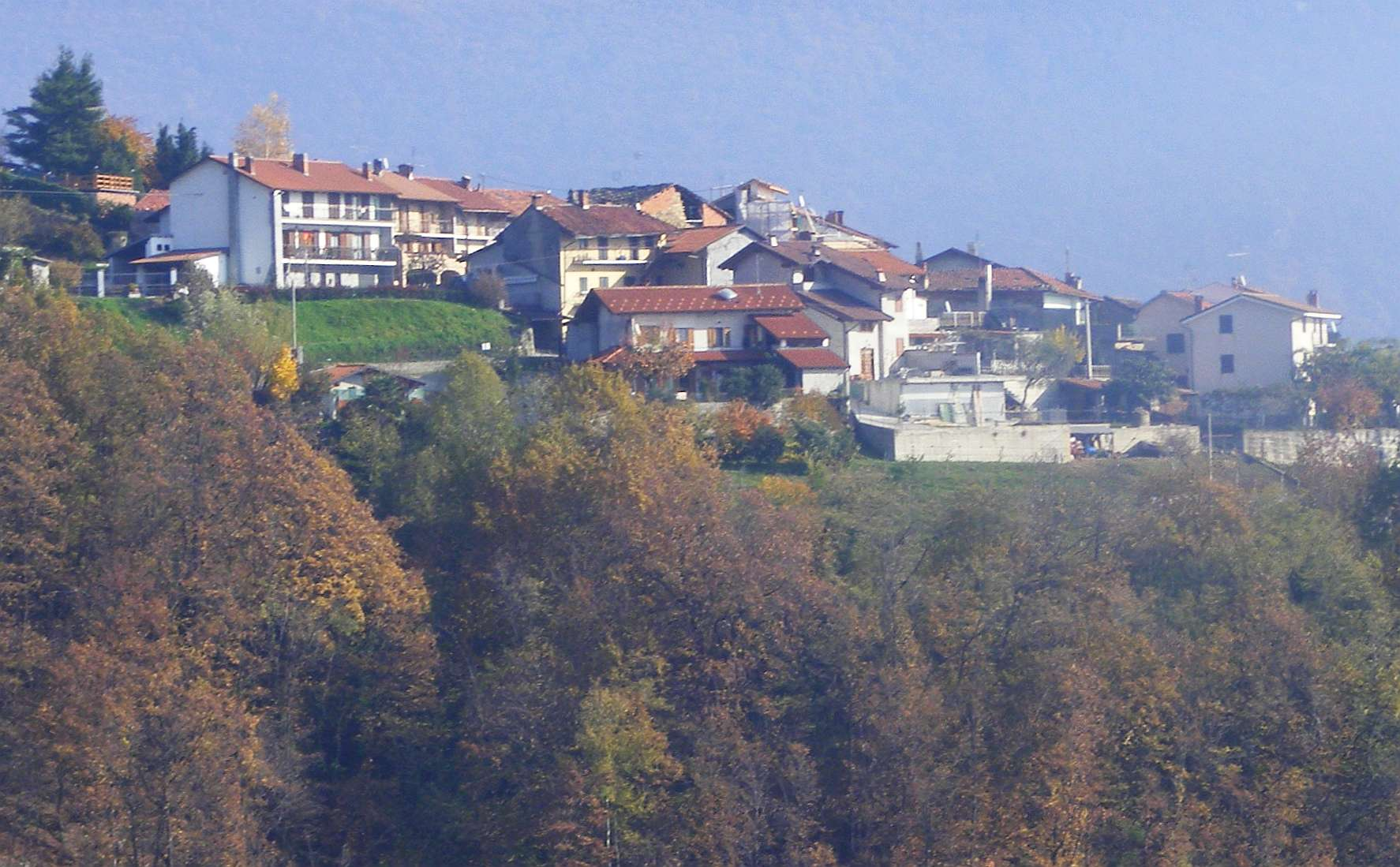
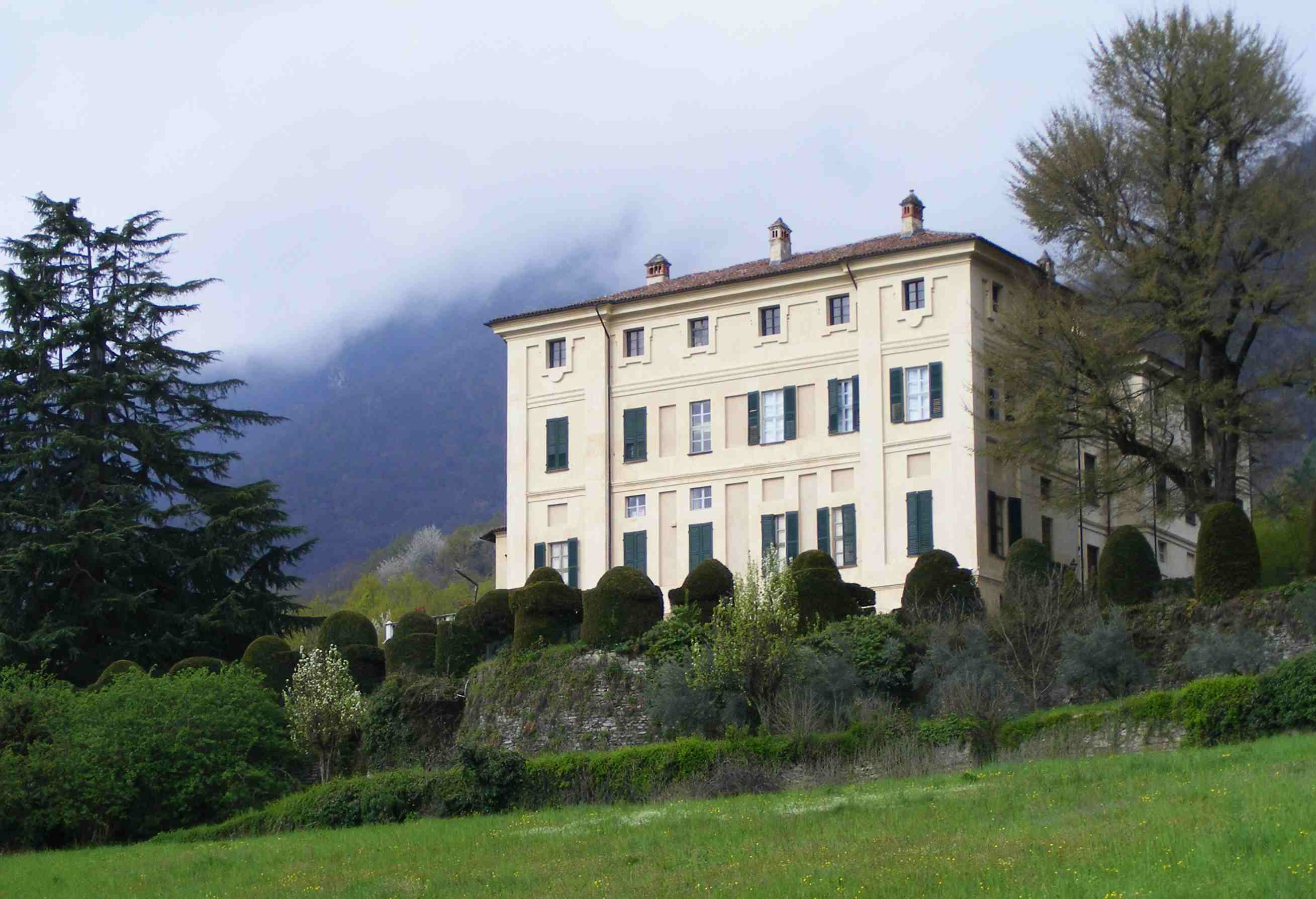
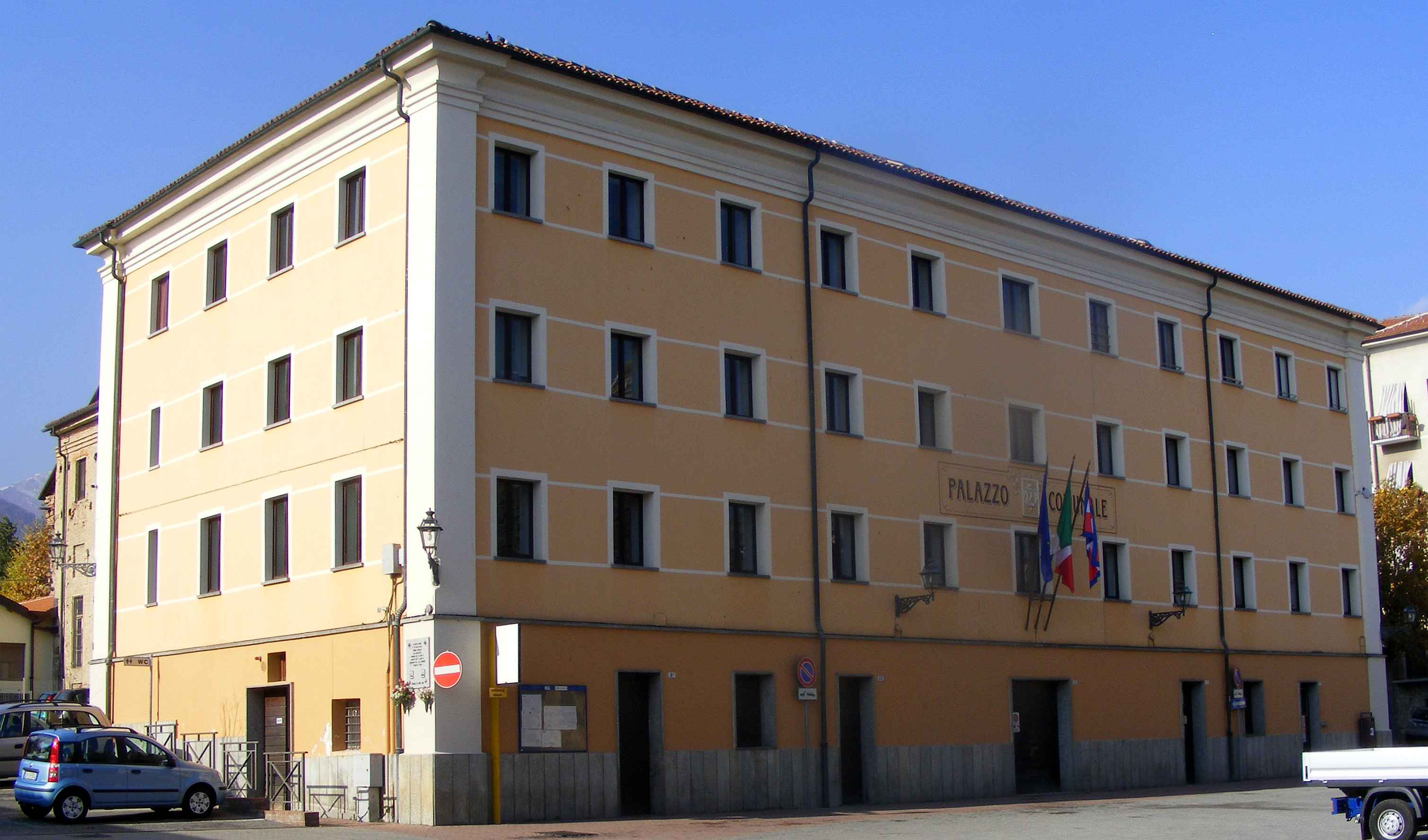